# Compsocephalus thomasi
Compsocephalus thomasi är en skalbaggsart som beskrevs av Hermann Julius Kolbe 1904. Compsocephalus thomasi ingår i släktet Compsocephalus och familjen Cetoniidae. Inga underarter finns listade i Catalogue of Life.